# Bernard Bailyn

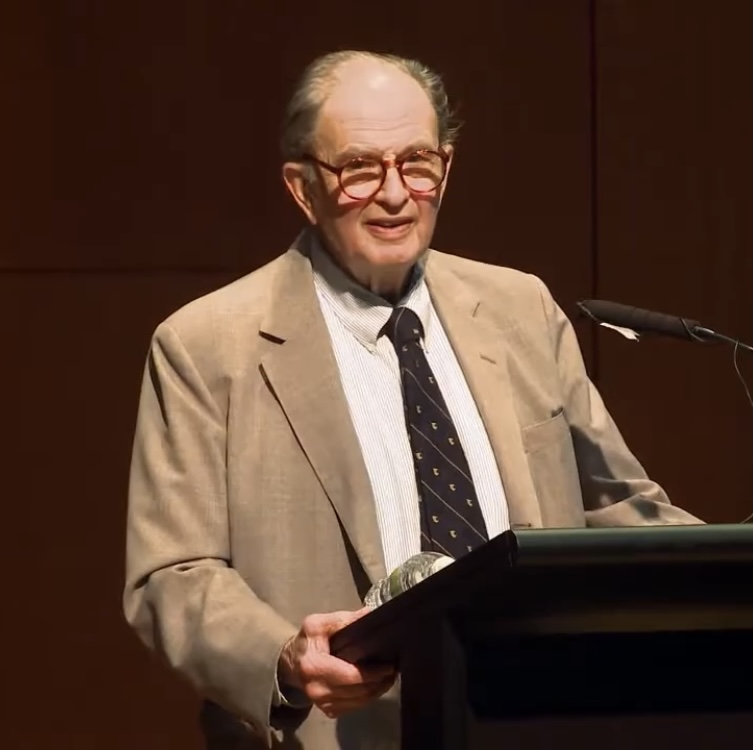
Bernard Bailyn, 2012

Bernard Bailyn (* 10. September 1922 in Hartford, Connecticut; † 7. August 2020 in Belmont, Massachusetts) war ein amerikanischer Historiker, der besonders mit Arbeiten zur amerikanischen Kolonial- und Revolutionszeit hervorgetreten ist. Als sein bedeutendstes Werk gilt The Ideological Origins of the American Revolution (1967), das in der Historiographie der amerikanischen Revolution einen Paradigmenwechsel zur Folge hatte. Bailyn zeichnete hierin den prägenden Einfluss radikaler englischer Whigs des 17. und frühen 18. Jahrhunderts auf die Ideologie der amerikanischen Revolutionäre nach.

## Leben

### Akademische Laufbahn
Bailyn wuchs in seiner Geburtsstadt Hartford auf. Nach seiner Schulzeit studierte er zunächst am Williams College, wo er vor allem Kurse zu Literatur und Philosophie besuchte; gegen Ende des Zweiten Weltkrieges wurde er jedoch zur Armee eingezogen und diente zunächst in der Army Security Agency, dann im US Army Signal Corps. Er kehrte nicht wieder an das Williams College zurück, erhielt 1945 in absentia aber dennoch den Grad eines Bachelor. Nach Kriegsende lebte er zunächst ein Jahr in Paris. Nach seiner Rückkehr nach Amerika begann er im September 1946 als Nutznießer des G. I. Bill ein Geschichtsstudium in Harvard. Er befasste sich unter anderem mit römischer und mittelalterlicher Geschichte, begann sich aber bald auf die Wirtschafts- und Sozialgeschichte der amerikanischen Kolonialzeit zu spezialisieren. Als prägende Mentoren seiner frühen Jahre in Harvard nennt Bailyn den Mediävisten Charles Taylor sowie den jungen Oscar Handlin, beides Verfechter eines positivistisch geprägten sozial- und institutionengeschichtlichen Forschungsansatzes, außerdem Samuel Eliot Morison, an dem er vor allem die erzählerischen Fähigkeiten bewunderte.
Ab 1949 gehörte er der geschichtswissenschaftlichen Fakultät von Harvard an. 1953 wurde er Assistenzprofessor, 1953–63 lehrte er als außerordentlicher Professor und schließlich bis 1993 als ordentlicher Professor auf verschiedenen Stiftungslehrstühlen (ab 1966 als „Winthrop Professor“, ab 1983 als „Adams Professor“). Bis zu seiner Emeritierung betreute er mehr als 60 Doktoranden, von denen viele ihrerseits zu Koryphäen im Feld der amerikanischen Kolonialgeschichte wurden, so insbesondere Gordon S. Wood, Michael Kammen, Stanley N. Katz, Jack N. Rakove, Fred Anderson und Peter C. Mancall.
Im Jahr 1981 war er Präsident der American Historical Association.

### Forschung
In seinem Frühwerk beschäftigte sich Bailyn eingehend mit der Rolle des Seehandels in der amerikanischen Kolonialzeit, insbesondere in Neuengland; sie wurde auch Gegenstand seiner Dissertation. Bailyns Ansatz unterschied sich dabei deutlich von dem Perry Millers, der seit den 1930er Jahren in Harvard eine Blütezeit der Forschung auf dem Feld der Kolonialzeit Neuenglands herbeigeführt hatte. Untersuchten Miller und seine Schüler vor allem die theologischen Grundlagen der Gesellschaftskonzeption der puritanischen Gründerväter Neuenglands, so bekundete Bailyn vor allem Interesse an der Sozialgeschichte der Kolonialzeit. Sein erster Artikel, ein Artikel über den Kaufmann Robert Keayne erschien 1950 im William and Mary Quarterly; hier zeichnete Bailyn nach, wie Keayne, oft der Raffgier bezichtigt wurde, sich mühte, sein Geschäftsgebaren zwischen den Erfordernissen des Marktes und des aufkeimenden Kapitalismus einerseits und den ethischen Ansprüchen des puritanischen Gemeinwesens andererseits auszutarieren. Dieser Interessenkonflikt ist auch zentral für Bailyns erstes Buch, The New England Merchants in the Seventeenth Century (1955). Bailyn zeigte hier, dass die Händler Neuenglands – anders als die Dynastien der puritanischen Geistlichen und Magistrate – keine geschlossene Klasse bildeten, sondern dass sich in ihrem Beruf im Gegenteil eine außerordentlich hohe soziale Mobilität feststellen lässt, die eine ernste Bedrohung für die streng hierarchische Struktur des puritanischen Gemeinwesen Neuengland wurde und sie in sozialer wie in politischer Hinsicht stetig aufweichte. In seinem nächsten Buch, Massachusetts Shipping, 1697–1714, gemeinsam verfasst mit seiner Frau Lotte, unterzog er das Schiffsregister der Kolonie Massachusetts einer statistischen Auswertung. Hierzu nutzte er auch ein Hollerith-Lochkartensystem, ein in der damals noch kaum empirisch verankerten Geschichtswissenschaft ungewöhnlicher Schritt.
In den 1960er Jahren wandte sich Bailyn dann der Revolutionszeit zu. Für die John Harvard Library übernahm er die Herausgeberschaft einer groß angelegten Edition von Pamphleten der amerikanischen Revolution, deren erster Band 1965 erschien. Aus dem Vorwort zu dieser Anthologie entwickelte sich schließlich Bailyns bedeutendstes Werk, The Origins of the American Revolution. In den hunderten Pamphleten, die er sichtete, wies er den prägenden Einfluss einer Ideologie nach, die bislang selbst in ideengeschichtlich ausgerichteten Werken zur Revolution übersehen oder unterschätzt wurde. Wie Bailyn zeigte, bezogen die amerikanischen Revolutionäre ihre aufklärerischen politischen Ideen nicht hauptsächlich von „großen Denkern“ wie Locke, Montesquieu oder Rousseau, sondern aus den populistischen Schriften der „Country party“ die sich im England in der ersten Hälfte des frühen 18. Jahrhunderts in Opposition gegen zentralistische und absolutistische Tendenzen unter der Regierung des Kabinetts Walpoles formierte. In England selbst blieb diese Partei eine Splittergruppe und war zur Zeit der amerikanischen Revolution schon lange vergessen, doch brachte sie ein reiches Schrifttum hervor, das merkwürdigerweise wenn nicht in England, so doch in Amerika auf fruchtbaren Boden fiel, wenn auch mit einigen Jahrzehnten Verspätung. Autoren wie Henry St. John, 1. Viscount Bolingbroke, John Trenchard und Thomas Gordon erregten im England um 1765 kaum mehr als antiquarisches Interesse, während ihre Schriften in den amerikanischen Kolonien in zahllosen Exemplaren kursierten und so die politischen Ideen und das Vokabular der Revolution prägten. Bailyn zeigte, dass Wörter wie conspiracy oder corruption, die Historiker zuvor oftmals als bloße austauschbare Propagandahülsen übergangen hatten, besondere Bedeutung im Diskurs der Country-Ideologen wie später der Revolutionäre hatten.

### Privatleben
1952 heiratete er Lotte Lazarsfeld, die Tochter der österreichischen Sozialpsychologin Marie Jahoda und des 1935 emigrierten Soziologen Paul Felix Lazarsfeld, die selbst als Sozialpsychologin hervortrat und in Harvard und später am M. I. T lehrte, wo sie seit 1980 eine Professur in Fach Management innehatte. Mit ihr gemeinsam schrieb er seine zweite veröffentlichte Monographie, Massachusetts Shipping, 1697–1714: A Statistical Study (1959).

### Ehrungen und Preise
Bailyn wurde zweimal mit dem Pulitzer-Preis für Geschichte ausgezeichnet (1967 für The Ideological Origins of the American Revolution und 1987 für Voyagers to the West). The Ideological Origins of the American Revolution gewann 1967 zudem den Bancroft Prize. Für The Ordeal of Thomas Hutchinson wurde Bailyn 1975 mit dem National Book Award ausgezeichnet.
1993 erhielt er die Thomas Jefferson Medal, 1998 wurde er dann vom National Endowment for the Humanities als Jefferson Lecturer benannt, was die höchste Auszeichnung darstellt, die die amerikanische Regierung für Leistungen in der Geisteswissenschaft zu vergeben hat. Im Jahr 2000 hielt er die erste Millenium Lecture im Weißen Haus.
Die Society of American Historians ehrte ihn für sein Lebenswerk 2000 mit dem Bruce Catton Prize. Ein Jahr darauf erhielt er die Centennial Medal der Harvard Graduate School of Arts and Sciences, 2004 die Kennedy Medal der Massachusetts Historical Society.
Bailyn wurde im Laufe seiner akademischen Karriere mit zahlreichen Ehrendoktorwürden geehrt:
- Lawrence University, L.H.D. 1967
- Bard College, L.H.D. 1968
- Williams College, Litt.D. 1969,
- Clark University, L.H.D. 1975
- Yale University, L.H.D. 1976
- Rutgers University, Litt. D. 1976
- Fordham University, Litt.D. 1976
- Grinnell College, L.H.D. 1979
- Trinity College (Oxford University), L.H.D. 1984
- Washington University in St. Louis, 1988
- Manhattanville College, L.H.D. 1991
- Dartmouth College, L.H.D. 1991
- University of Chicago, L.H.D. 1991
- William and Mary College, L.H.D. 1994.
- La Trobe University, LHD (1994?)
- Columbia University, Litt.D. 2010

Ferner war er Ehrenmitglied des Christ’s College der Universität Cambridge. Er war Mitglied der American Academy of Arts and Sciences (1963), der American Philosophical Society (1971), der National Academy of Education, der Royal Irish Academy (2011), korrespondierendes Mitglied der British Academy, der Royal Historical Society, der Russischen Akademie der Wissenschaften, der Academia Europaea (1994) und der Academia Mexicana de la Historia.
Eine Ehrung ganz eigener Art erfuhr Bailyn schon 1965, als der Soziologe Robert K. Merton seine Abhandlung On the Shoulders of Giants veröffentlichte. Sie ist durchweg in Form eines Briefes an seinen Freund Bailyn („Dear Bud“) gehalten.

## Werke

### Monographien
- The New England Merchants in the Seventeenth Century. Harvard University Press, Cambridge, Mass. 1955.
- (mit Lotte Bailyn): Massachusetts Shipping, 1697–1714: A Statistical Study. Belknap Press of Harvard University Press, Cambridge, Mass. 1959.
- Education in the Forming of American Society: Needs and Opportunities for Study. University of North Carolina Press, Chapel Hill 1960.
- The Ideological Origins of the American Revolution. Belknap Press of Harvard University Press, Cambridge, Mass. 1967. 2, erweiterte Ausgabe: ebenda, 1992.
- The Origins of American Politics. Knopf, New York 1968.
- The Ordeal of Thomas Hutchinson. Belknap Press of Harvard University Press, Cambridge, Mass. 1974.
- The Peopling of British North America: An Introduction. Knopf, New York 1986.
- Voyagers to the West: A Passage in the Peopling of America on the Eve of the Revolution. Knopf, New York 1986.
- Faces of Revolution: Personalities and Themes in the Struggle for American Independence. Knopf, New York 1990.
- The Great Republic: Nineteenth and Early Twentieth-Century America, 1820–1920. D. C. Heath, Lexington, Mass. 1993.
- (Hg. von Edward Connery Lathem): On the Teaching and Writing of History: Responses to a Series of Questions. New England University Press, Hanover NH 1994.
- The Federalist Papers. Library of Congress, Washington D.C. 1998.
- To Begin the World Anew: The Genius and Ambiguities of the American Founders. Knopf, New York 2003.
- Atlantic History: Concept and Contours. Harvard University Press, Cambridge, Mass. 2005.

### Aufsätze (Auswahl)
- The Apologia of Robert Keayne. In: The William and Mary Quarterly, Third Series, 7:4, 1950. S. 568–587.
- Politics and Social Structure in Virginia. In: James Morton Smith (Hrsg.): Seventeenth-Century America: Essays in Colonial History. University of North Carolina Press, Chapel Hill 1959. S. 90–115.
- Political Experience and Enlightenment Ideas in Eighteenth-Century America. In: The American Historical Review 67:2, 1962. S. 339–351.
- Religion and Revolution: Three Biographical Studies. In: Perspectives in American History 4, 1970. S. 85–139.

### Herausgeber
- (mit Jane N. Garrett): Pamphlets of the American Revolution, 1750–1776. Band 1. Belknap Press of Harvard University Press, Cambridge, Mass. 1965.
- The Apologia of Robert Keayne: The Self-Portrait of a Puritan Merchant. Harper & Row, New York 1965.
- (mit Donald Fleming): The Intellectual Migration: Europe and America, 1930–1960. Belknap Press of Harvard University Press, Cambridge, Mass. 1969.
- (mit Donald Fleming): Law in American History. Little, Brown, Boston 1972.
- (et al.): The Great Republic: A History of the American People. Heath, Boston und Toronto 1977. 4., vorläufig letzte Ausgabe 1992.
- (mit John B. Hench): The Press and the American Revolution. American Antiquarian Society, Worcester, Mass. 1980.
- (mit Philip D. Morgan): Strangers within the Realm: Cultural Margins of the First British Empire. University of North Carolina Press, Chapel Hill 1991.
- The Debate on the Constitution: Federalist and Antifederalist Speeches, Articles, and Letters during the Struggle over Ratification. 2 Bände. Library of America, New York 1993.

## Sekundärliteratur
- James A. Henretta, Stanley N. Katz, Michael Kammen (Hrsg.): The Transformation of Early American History: Society,. Authority, and Ideology. Knopf, New York 1991. (Festschrift)
- Peter A. Coclanis: Drang Nach Osten: Bernard Bailyn, the World-Island, and the Idea of Atlantic History. In: Journal of World History 13:1, 2002. S. 169–182.
- Jack N. Rakove: Bernard Bailyn. In: Robert Allen Rutland (Hrsg.): Clio’s Favorites: Leading Historians of the United States, 1945–2000. University of Missouri Press, Columbia, MO 2000. S. 5–22. ISBN 0-8262-1316-2